# Jonathan Agnew
Jonathan Agnew MBE (* 4. April 1960 in Macclesfield, Cheshire) ist ein früherer englischer Cricketspieler, der heute als Radio-Kommentator bei Test Match Special arbeitet.

## Sportliche Karriere
Agnew spielte von 1978 bis 1990 First-Class Cricket für Leicestershire in der County Championship. Als Fast Bowler erreichte er 666 Wickets in 218 Spielen. Außerdem wurde er in 147 List A Matches eingesetzt.
In den Jahren 1984/85 spielte er in drei Test Matches und drei One-Day Internationals für England, ohne besondere Erfolge zu haben. Die englische Mannschaft befand sich damals in einer schwierigen Phase, nachdem sie massive Niederlagen gegen die West Indies erlitten hatte.
Seine beste Saison hatte er im Jahre 1987, als er 101 Wickets erzielte. Im folgenden Jahr wurde er als einer der fünf Wisden Cricketers of the Year nominiert. Er beendete seine Karriere im Alter von 30 Jahren für einen Cricketspieler sehr früh.
1992 spielte er noch einmal im Natwest-Trophy-Finale, als Leicestershire stark verletzungsgeschwächt war. Sein Team unterlag jedoch.

## Kommentator
Nachdem er bereits in seiner aktiven Zeit als Kommentator für BBC Radio Leicester, ein lokales Radioprogramm der BBC, gearbeitet hatte, wurde Agnew 1990 Cricketkorrespondent der kurzlebigen Zeitung Today.
Seit 1991 arbeitet er für die BBC. Bereits im Jahr zuvor war er zum Reporterteam von Test Match Special gestoßen, der weltweit bekanntesten Livereportage im Cricketsport, in der Test Matches und One-Day Internationals der englischen Mannschaft übertragen werden. Sein Spitzname dort lautet Aggers.
Nach dem Tod von Brian Johnston wurde er 1994 Cricket-Chefreporter der BBC. Seitdem leitet er auch das Test Match Special Team. Seine Diskussionen und gemeinsamen Live-Reportagen mit dem früheren englischen Spieler und jetzigen Kommentator Geoffrey Boycott werden allgemein geschätzt.